# Uzwil
Uzwil är en ort och kommun i distriktet Wil i kantonen Sankt Gallen i Schweiz. Kommunen har 14 279 invånare (2023). Fram till 1964 var kommunens officiella namn Henau.
Kommunen består av orterna Uzwil, Niederuzwil, Henau, Algetshausen, Niederstetten, Oberstetten och Stolzenberg.
En majoritet (86,4 %) av invånarna är tyskspråkiga (2014). 40,4 % är katoliker, 23,6 % är reformert kristna och 36,0 % tillhör en annan trosinriktning eller saknar en religiös tillhörighet (2014).
| Ort           | Invånare (2020) |
| ------------- | --------------- |
| Niederuzwil   | 6 016           |
| Uzwil         | 4 570           |
| Henau         | 1 570           |
| Algetshausen  | 576             |
| Niederstetten | 137             |
| Oberstetten   | 124             |
| Stolzenberg   | 69              |